# Centropus grillii
Centropus grillii là một loài chim trong họ Cuculidae.